# Haus zum Stockfisch

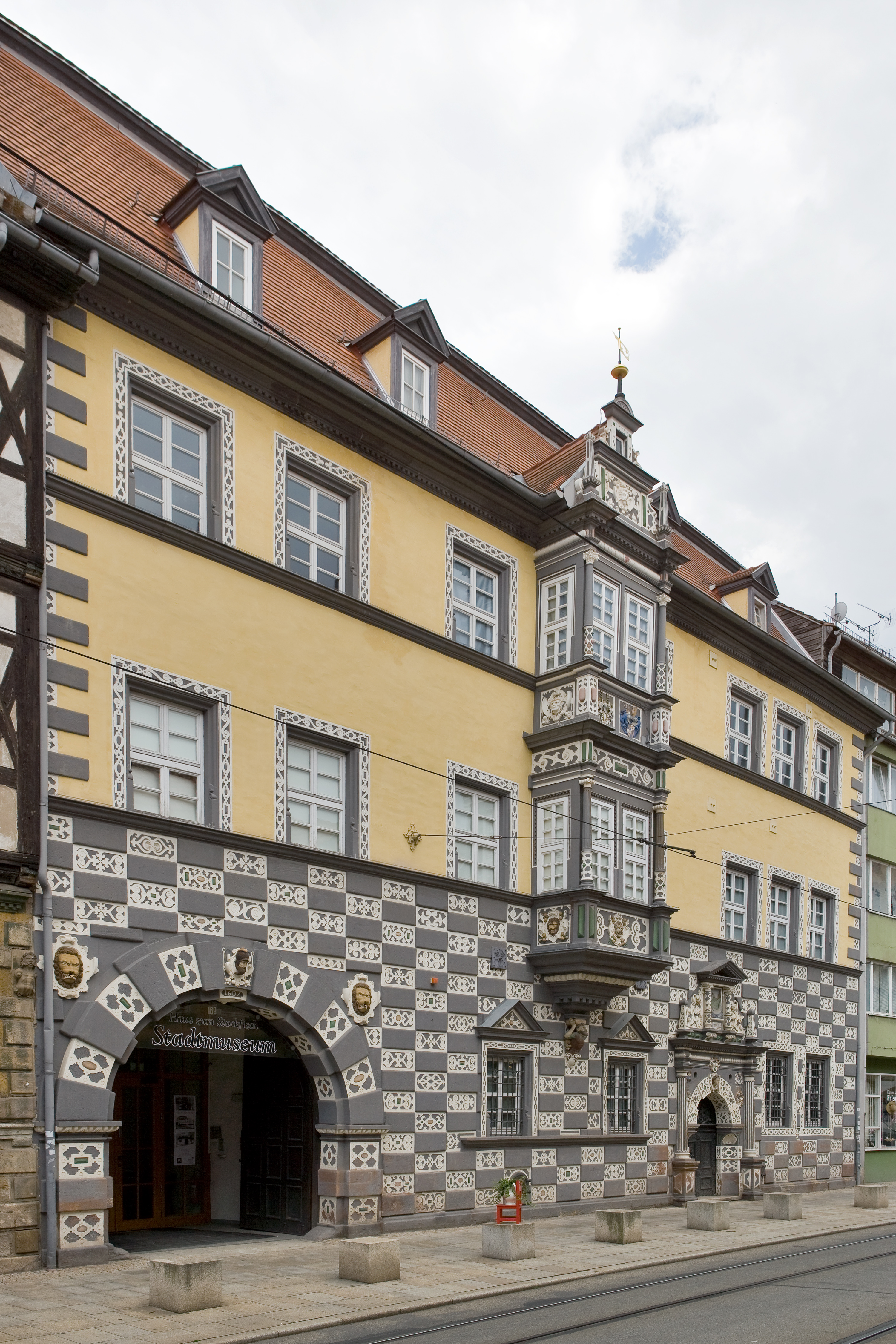
Haus zum Stockfisch von Nordwesten, Juli 2010

Das Haus zum Stockfisch ist ein bedeutendes Bürgerhaus der Renaissance in der Johannesstraße 169 in der Altstadt von Erfurt. Es wurde Anfang des 20. Jahrhunderts von der Stadt erworben und seitdem museal genutzt, seit 1974 bildet es den Sitz des Stadtmuseums.

## Geschichte
Das Grundstück des heutigen Gebäudes, außerhalb des eigentlichen Altstadtkerns, aber noch innerhalb der Stadtbefestigung gelegen, war bereits im Mittelalter mit vermutlich traufständigen Vorgängerbauten besetzt. 1606 wurden diese von dem Waidhändler Paul Ziegler erworben, der hier anschließend bis 1607 unter Verwendung der älteren Kelleranlagen das Haus zum Stockfisch erbauen ließ. Da sich bereits bei den Vorgängerbauten die Verwendung des Namens Zum kleinen und großen Stockfisch nachweisen lässt, ist davon auszugehen, dass man deren Namen für den Neubau einfach übernahm.
Durch den frühen Tod des Bauherren, den Ausbruch des Dreißigjährigen Krieges und nicht zuletzt den Bedeutungsverlust des Waidhandels in dessen Folge zog sich der Innenausbau des Hauses noch bis ins späte 17. Jahrhundert hin. 1697 wurde es von der Familie des Bauherren an Georg Heinrich und Johann Heinrich Gerstenberg verkauft, im 18. Jahrhundert folgten dann häufigere Besitzerwechsel, bei denen das Innere auch in barocken Formen verändert wurde. 1836 zur Fabrik umgebaut, diente es zunächst der Produktion von Lederwaren, anschließend der von Mänteln. Später folgte eine Nutzung als Weingroßhandlung.
Die Stadt Erfurt kaufte das Gebäude 1905 an und nutzte es zur Unterbringung verschiedener Ämter und Ausstellungen, 1947 bis 1965 war es Sitz des Naturkundemuseums. In der zweiten Hälfte des 20. Jahrhunderts erfolgten drei große Sanierungen – 1957, 1992–1994 und schließlich 1998, bei der anhand von Befunden auch die bauzeitliche Farbfassung rekonstruiert werden konnte. Das Stadtmuseum nutzt seit 1974 das gesamte Gebäude.

## Architektur

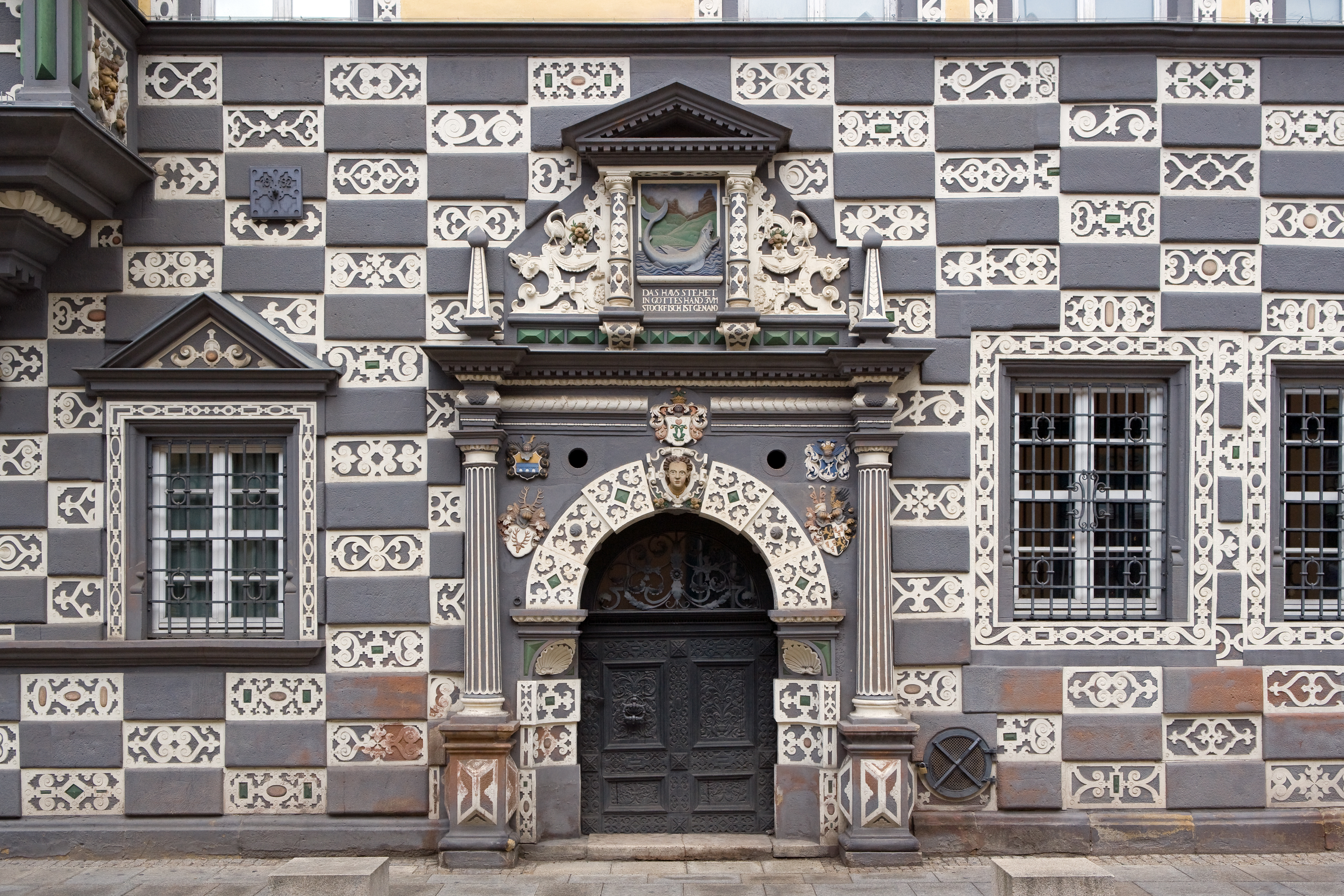
Erdgeschosszone mit Portal von Westen, Juli 2010

Die Keller des Hauses stammen noch aus dem 15. Jahrhundert. Auf der Nordseite der Fassade zur Johannesstraße befindet sich eine Durchfahrt zum Hof, im südlichen Drittel ein reich verziertes Gewändenischenportal. Oberhalb der eigentlichen Tür, die einschließlich des gleichermaßen reich gestalteten Türklopfers aus der Bauzeit vollständig erhalten ist, befindet sich das Hauszeichen innerhalb des Ziergiebels. Es stellt einen keiner Spezies zuordenbaren Fisch auf dem Wasser vor einer Fantasielandschaft dar, darunter die Inschrift DAS HAVS STEHET IN GOTTES HAND ZVM STOCKFISCH IST GENAND.

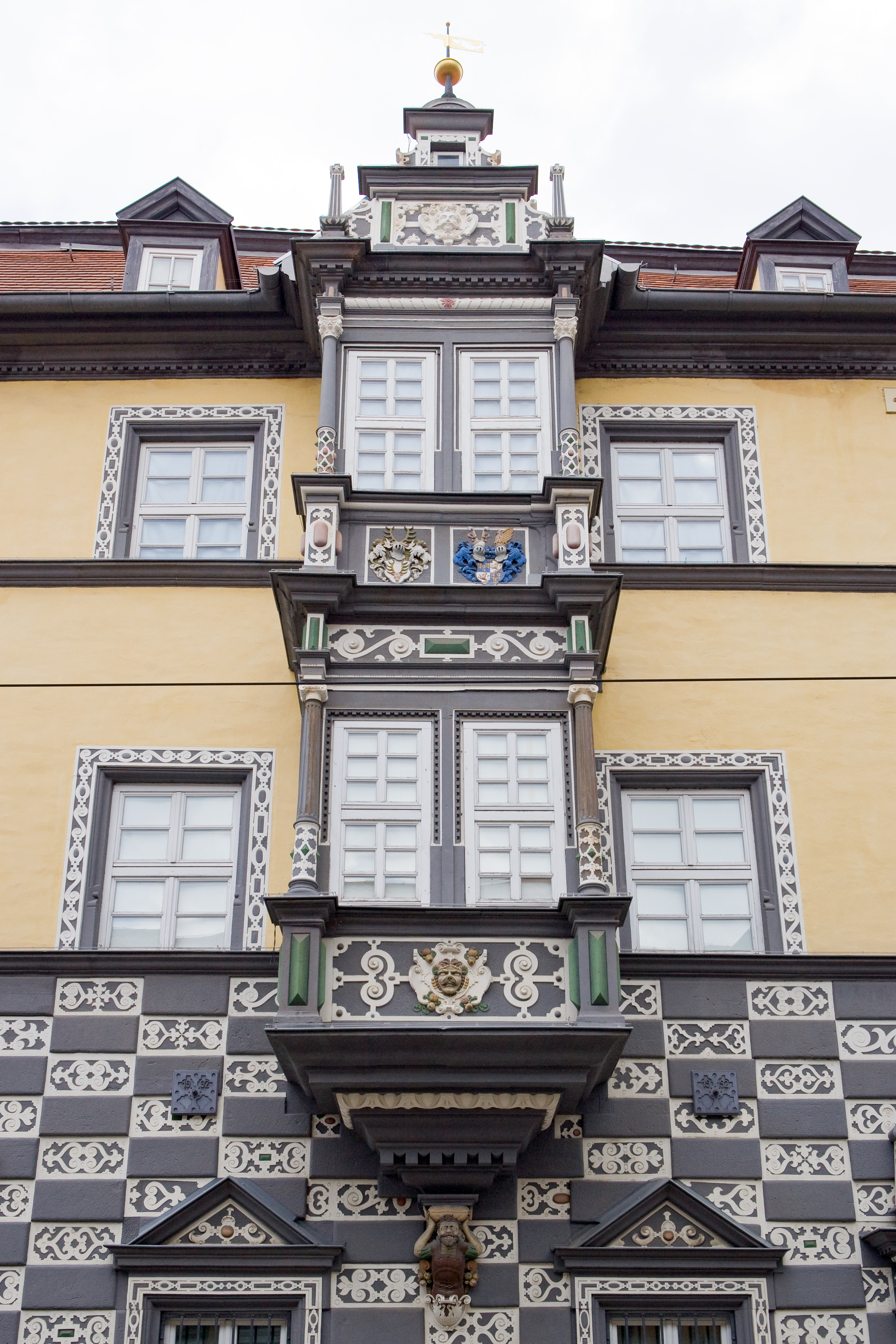
Erker von Westen, Juli 2010

Spätere Ergänzungen sind die Wappen von Eigentümerfamilien der verschiedenen Jahrhunderte am Portal, neben dem Doppelwappen der Bauherrenfamilien Ziegler und Milwitz das der Gerstenberg ab 1697 und der Brückner ab 1723. Das fünfte Wappen am Portal gehört zu einer weiteren Familie Ziegler, die aus der Region Halberstadt nach Erfurt kam und den Umbau des Gebäudes um 1788 verantwortete. Ab 1817 gehörte das Haus der Familie Stolze und ab 1836 der Familie Hofmann, deren Wappen aber nicht am Haus angebracht sind. Auffällig ist die Schachbrett-Gliederung der Fassade im Erdgeschoss, in der glatte Flächen mit Reliefflächen wechseln. Diese sind zeittypisch mit Rollwerk und dem damals „moderneren“ Beschlagwerk gestaltet, wobei sich trotz der an und für sich geringen Vielfalt dieser Ornamente kaum ein Dekor wiederholt.
Die oberen Geschosse bestehen nicht wie das Erdgeschoss aus massivem Stein, sondern aus verputztem Fachwerk. Nur entlang der Ecken der Fassade ist hier die Quadergliederung weiter geführt, um die Fenster verlaufen Friese aus Roll- und Beschlagwerk, die abermals die Formen des Erdgeschosses wieder aufnehmen. Die Fenstergewände selbst sind ab ungefähr einem Drittel ihrer Höhe mit einfacher Kehle und Rundstab profiliert, die sich aus Voluten entwickeln.
Größter Schmuck ist hier der Renaissance-Erker in der Fassadenmitte. Dieser erhebt sich über einer polygonalen, mit Zahnschnitt und Eierstab geschmückten Konsole, die scheinbar von einem Hermen getragen wird. Der Erker selbst zeigt eine ähnlich reiche, antikisierende Gliederung wie das Portal und wird wie dieses von einem Ziergiebel abgeschlossen. In den Feldern unterhalb der Fenster befinden sich Menschen- und Löwenköpfe zwischen Kartuschen- und Rollwerk, auf Höhe des zweiten Stocks wiederholen sich zur Straße die Insignien von Hauseigentümern, hier nochmals die der Ziegler und Milwitz sowie der Familie Stolze.
Ursprünglich gehörte zum Haus noch ein bis zur inneren Stadtmauer (heutiger Juri-Gagarin-Ring) reichender Garten, der aber heute bebaut ist.